# Leyrat
Leyrat là một xã thuộc tỉnh Creuse trong vùng Nouvelle-Aquitaine miền trung nước Pháp. Xã này nằm ở khu vực có độ cao trung bình 425 mét trên mực nước biển.

## Địa lý
Thị trấn có cự ly khoảng 20 dặm (32 km) về phía đông bắc Guéret tại giao lộ các tuyến đường D7, D67 và tuyến đường D916. Sông Petite Creuse chảy qua giữa thị trấn.

## Dân số
| 1962                                                        | 1968 | 1975 | 1982 | 1990 | 1999 | 2005 |
| ----------------------------------------------------------- | ---- | ---- | ---- | ---- | ---- | ---- |
| 297                                                         | 304  | 243  | 215  | 193  | 175  | 177  |
| Số liệu điều tra dân số từ năm 1962 Dân số chỉ tính một lần |      |      |      |      |      |      |

## Địa điểm nổi bật
- Nhà thờ St.Désiré, dating từ thế kỷ 12.
- Phế tích của chateau of Motte-au-Groing.
- The département of Creuse